# Tayo Edun
Adetayo Oluwatosin Olusegun Edun (ur. 14 maja 1998 w Londynie) – angielski piłkarz grający na pozycji lewego obrońcy w Charlton Athletic.

## Sukcesy

### Anglis U19
- Mistrzostwa Europy U-19: Gruzja 2017